# Куцко Юлія Миколаївна
Юлія Миколаївна Куцько (біл. Юлія Мікалаеўна Куцко; 18 квітня 1980, Барановичі, Брестська область, Білоруська РСР, СРСР) — білоруська і казахстанська волейболістка, діагональний нападник. Учасник літніх Олімпійських ігор 2008 року в складі збірної Казахстану.

## Із біографії
Вихованка волейбольної секції в Барановичах. Продовжувала вдосконалювали волейбольну майстерність у тренера Анатолія Степашка у мінському Республіканському училищі олімпійського резерва (РУОР), під його керівництвом виступала на чемпіонаті Європи для юніорів (шосте місце). У складі мінського «Белбізнесбанку» виграла чемпіонат Білорусі 2001 року, у наступному сезоні — срібло національної першості. Залучалася до тренувальних зборів національної збірної
Разом з Ольгою Карповою 2002 році переїхала до Казахстану, де були кращі фінансові умови. Виступала за клуб Рахат, одружилася і змінила прізвище на Степанову. У складі «Рахату» Юлія здобула три золота чемпіонату Казахстана, у 2004 році — переможницею клубного чемпіонату Азії . Після отримання громадянства стала викликатися до збірної Казахстану, у її складі виграла срібло на чемпіонаті Азії (2005) та бронзу на Азіаді (2010), брала участь у фінальних турнірах чемпіонатів світу 2006 та 2010 років.
У сезоні-2005/06 виступала в Польщі, її «Віняри», виграла бронзу медаль місцевої ліги. Після повернення в «Рахат» здобула ще два титули чемпіона Казахстану.
У 2008 році виступала за збірну Казахстану на Олімпійських іграх у Пекіні. Того ж року «Рахат» був розформований, Юлія Куцко уклала контракт з ізраїльським «Хапоель-Іроні» (Кір'ят-Ата), у 2010 році стала чемпіонкою Ізраїлю, після чого перейшла до бакинського «Локомотиву». З 2011 року виступала за «Астану», а в сезоні-2014/15 — за «Мінчанку», з якою стала срібним призером чемпіонату Білорусії. 2016 року завершила ігрову карєру.
Має вищу освіту за спеціальністю «експерт-оцінювач нерухомості» і середню спеціальну за спеціальністю «тренер з волейболу».

## Досягнення
- Переможець клубного чемпіонату Азії (1)
- Чемпіон Казахстану (5)
- Чемпіон Ізраїлю (1): 2010

## Клуби
| Роки      | Команди                      |
| --------- | ---------------------------- |
| 2000—2002 | «Белбізнесбанк» (Мінськ)     |
| 2002—2005 | «Рахат» (Алмати)             |
| 2005—2006 | «Віняри»                     |
| 2006—2008 | «Рахат» (Алмати)             |
| 2008—2010 | «Хапоель-Іроні» (Кір'ят-Ата) |
| 2010—2011 | «Локомотив» (Баку)           |
| 2011—2013 | «Астана»                     |
| 2014—2015 | «Мінчанка» (Мінськ)          |
| 2015—2016 | «Астана»                     |